# Eugorgia querciformis
Eugorgia querciformis is een zachte koraalsoort uit de familie Gorgoniidae. De koraalsoort komt uit het geslacht Eugorgia. Eugorgia querciformis werd in 1918 voor het eerst wetenschappelijk beschreven door Bielschowsky. 